# Uromyces viciae-fabae
Uromyces viciae-fabae är en svampart. Uromyces viciae-fabae ingår i släktet Uromyces och familjen Pucciniaceae.
Uromyces viciae-fabae orsakar bondbönrost på ärtväxter.

## Underarter
Arten delas in i följande underarter:
- orobi
- viciae-fabae

## Bildgalleri

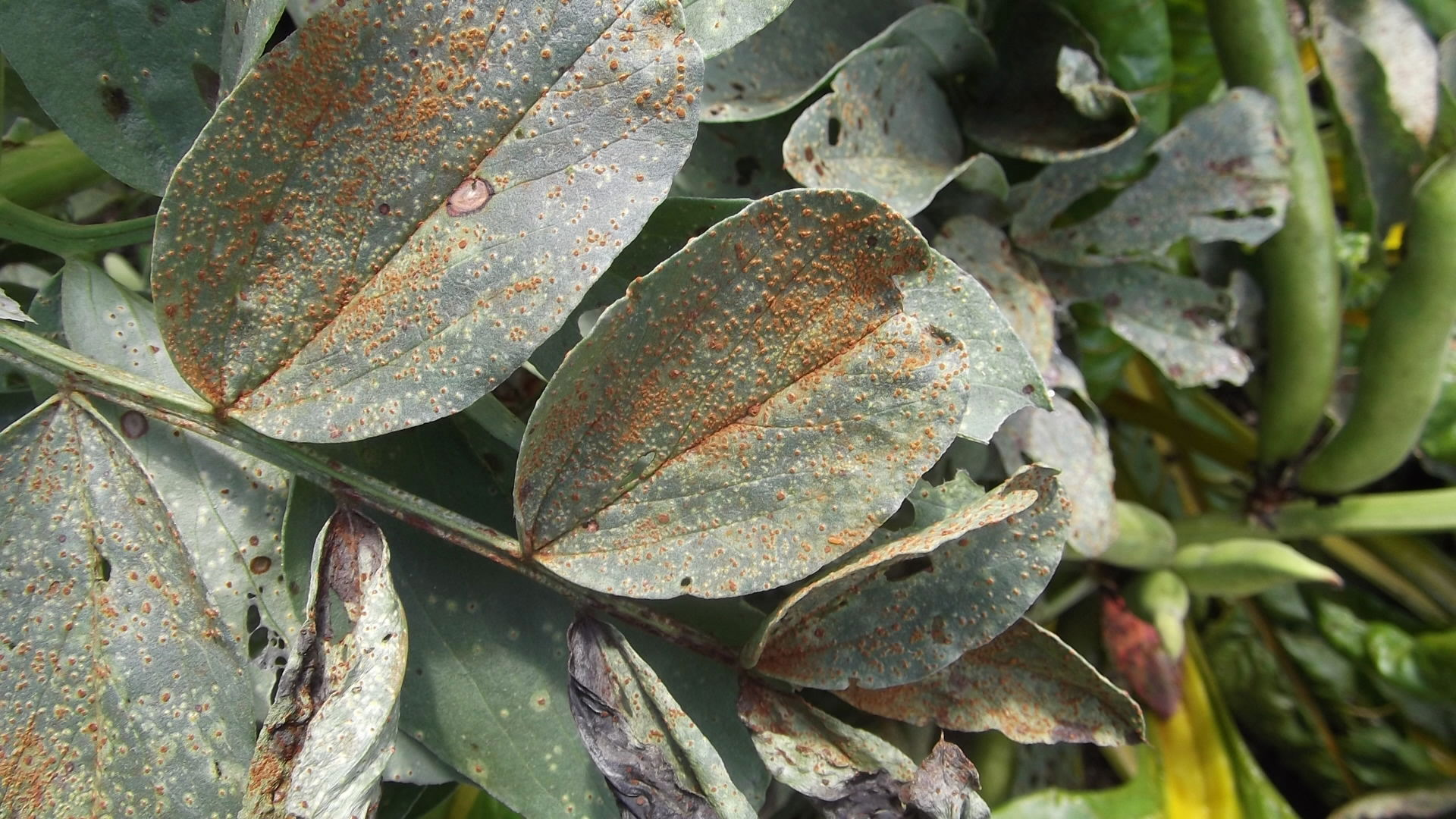